# إلين أ. كانون
إلين أ. كانون (بالإنجليزية: Elaine Anderson Cannon)‏ هي محرِّرة وصحفية أمريكية، ولدت في 9 أبريل 1922، وتوفيت في 19 مايو 2003.